# The Cakemaker
Pour plus de détails, voir Fiche technique et Distribution.
The Cakemaker est un film germano-israélien réalisé par Ofir Raul Graizer et sorti en 2017.

## Synopsis
Un cadre israélien travaillant dans une entreprise de services à Jérusalem (Oren) se déplace régulièrement à Berlin pour son travail. Il y fréquente assidûment une pâtisserie où il déguste des gâteaux et en achète pour sa femme (Anat). S’attachant au pâtissier qui les confectionne (Thomas) après que ce dernier lui ait servi une Forêt-noire, il en devient l'amant.
À la suite du décès d'Oren dans un accident de voiture, Thomas se rend à Jérusalem et entreprend de retrouver sa femme. Il y déniche le petit café périclitant que tient Anat, désormais veuve de son ancien amant. Il s'y fait embaucher, d’abord pour faire la plonge, puis prend l'initiative de cuisiner quelques gâteaux. Ses talents sont rapidement reconnus par Anat et la clientèle du café, dopant cette dernière. Anat, curieuse, l’invite à dîner avec son fils pour lequel Thomas confectionne à nouveau une Forêt-noire. Elle se rapproche de lui…

## Fiche technique
- Titre : The Cakemaker
- Réalisation : Ofir Raul Graizer
- Scénario : Ofir Raul Graizer
- Pays d'origine : Israël - Allemagne
- Format : Couleurs - 2,35:1
- Genre : drame
- Date de sortie : 2017

## Distribution
- Tim Kalkhof : Thomas
- Sarah Adler : Anat Nachmias
- Roy Miller : Oren Nachmias
- Zohar Strauss (en) : Moti
- Sandra Sade : Hanna